# National Basket Ball League 1903-1904
La National Basket Ball League 1903-1904 è stata la sesta e ultima edizione del campionato professionistico statunitense di pallacanestro. La lega si sciolse nel gennaio 1904, a campionato in corso, con i Camden Electrics in testa al torneo.

## Risultati
|  |    | Classifica finale 1898-1899 | V  | P  |
|  | -- | --------------------------- | -- | -- |
|  | 1. | Camden Electrics            | 10 | 4  |
|  | 2. | Conshohocken Conshos        | 8  | 4  |
|  | 3. | Trenton Potters             | 8  | 5  |
|  | 4. | Millville Glass Blowers     | 6  | 9  |
|  | 5. | St. Bridget's Biddies       | 2  | 12 |